# Lista zabytków w Marsie (Malta)
To jest lista zabytków w miejscowości Marsa na Malcie, które są umieszczone na liście National Inventory of the Cultural Property of the Maltese Islands.

## Lista
| Nazwa zabytku                            | Lokalizacja                                      | Współrzędne                                   | Nr na liście NICPMI | Zdjęcie |
| ---------------------------------------- | ------------------------------------------------ | --------------------------------------------- | ------------------- | ------- |
| Nisza św. Pawła                          | 53 Triq Patri Feliċjan Bilocca                   | 35°53′04,3″N 14°29′44,2″E/35,884526 14,495604 | 00584               |         |
| Nisza św. Wawrzyńca                      | Triq Miġġiani                                    | 35°53′04,3″N 14°29′44,2″E/35,884526 14,495604 | 00585               |         |
| Nisza św. Wincentego Ferreriusza         | 29 Triq is-Sajjieda                              | 35°53′01,9″N 14°29′45,1″E/35,883860 14,495869 | 00586               |         |
| Nisza św. Józefa                         | "Robsim", 60 Triq is-Sajjieda                    | 35°53′02,3″N 14°29′45,8″E/35,883959 14,496046 | 00587               |         |
| Nisza Madonny z Dzieciątkiem             | 51 Triq is-Sajjieda                              | 35°53′02,2″N 14°29′44,4″E/35,883947 14,495655 | 00588               |         |
| Kościół parafialny pw. Trójcy Świętej    | Triq is-Salib tal-Marsa                          | 35°52′58,3″N 14°29′39,0″E/35,882854 14,494158 | 00589               |         |
| Nisza Matki Bożej z Lourdes              | Sqaq l-Ajkla                                     | 35°53′00,1″N 14°29′52,5″E/35,883361 14,497910 | 00590               |         |
| Nisza Chrystusa Króla                    | Triq it-Tiġrija / Triq is-Salib tal-Marsa        | 35°52′48,1″N 14°29′38,5″E/35,880030 14,494020 | 00591               |         |
| Krzyż Marsy (Salib tal-Marsa)            | Triq is-Salib tal-Marsa                          | 35°52′46,6″N 14°29′39,1″E/35,879617 14,494199 | 00592               |         |
| Nisza Matki Bożej z Lourdes              | Triq it-Tiġrija / Triq Ascot                     | 35°52′48,2″N 14°29′37,8″E/35,880059 14,493829 | 00593               |         |
| Nisza św. Pawła                          | Triq il-Marsa / Triq L-Għabex                    | 35°52′52,4″N 14°29′29,2″E/35,881227 14,491433 | 00594               |         |
| Nisza Matki Bożej Różańcowej             | 54 Triq is-Salib tal-Marsa                       | 35°52′48,4″N 14°29′39,5″E/35,880098 14,494296 | 00595               |         |
| Nisza św. George’a Precy                 | Triq is-Salib tal-Marsa / Triq L-Irħam           | 35°52′49,9″N 14°29′39,0″E/35,880514 14,494163 | 00596               |         |
| Pusta nisza                              | Triq is-Salib tal-Marsa / Triq San Bernard       | 35°52′57,0″N 14°29′41,1″E/35,882507 14,494758 | 00597               |         |
| Nisza Najświętszego Serca Jezusowego     | Triq is-Salib tal-Marsa / Triq il-Kappuċċini     | 35°52′58,8″N 14°29′41,4″E/35,882987 14,494826 | 00598               |         |
| Nisza św. Piusa X                        | 83 Triq Balbi                                    | 35°52′57,2″N 14°29′34,1″E/35,882550 14,492794 | 00599               |         |
| Nisza św. Józefa                         | 25-27 Triq Balbi                                 | 35°52′55,6″N 14°29′30,3″E/35,882114 14,491740 | 00600               |         |
| Nisza św. Franciszka Ksawerego           | 27 Triq in-Nażżarenu                             | 35°53′08,4″N 14°29′39,2″E/35,885675 14,494225 | 00601               |         |
| Nisza Ecce Homo                          | 7 Triq in-Nażżarenu / Triq is-Santissima Trinità | 35°53′08,9″N 14°29′41,9″E/35,885797 14,494968 | 00602               |         |
| Nisza Matki Bożej Różańcowej             | 73-75 Triq Sant’ Antnin                          | 35°53′10,4″N 14°29′42,2″E/35,886214 14,495064 | 00603               |         |
| Nisza Matki Bożej z Góry Karmel          | Pjazza Patri Magri                               | 35°53′05,6″N 14°29′25,4″E/35,884885 14,490387 | 00604               |         |
| Nisza św. Michała                        | Triq Ħal-Qormi / Triq Patri Magri                | 35°53′08,7″N 14°29′26,5″E/35,885753 14,490699 | 00605               |         |
| Nisza Matki Bożej z Góry Karmel          | Triq Ħal-Qormi / Triq tal-Karmnu                 | 35°53′03,1″N 14°29′20,4″E/35,884191 14,488988 | 00606               |         |
| Nisza Matki Bożej z Lourdes              | Triq Ħal-Qormi / Triq il-Kunċiżżjoni             | 35°53′02,4″N 14°29′19,0″E/35,884012 14,488613 | 00607               |         |
| Nisza św. Michała                        | 177 Triq Ħal-Qormi / Triq San Mikiel             | 35°53′01,7″N 14°29′17,7″E/35,883814 14,488262 | 00608               |         |
| Nisza św. Józefa                         | 175 Triq Ħal-Qormi / Triq San Mikiel             | 35°53′01,9″N 14°29′18,1″E/35,883863 14,488350 | 00609               |         |
| Nisza Najświętszego Serca Jezusowego     | 189 Triq Ħal-Qormi                               | 35°53′01,4″N 14°29′17,1″E/35,883718 14,488087 | 00610               |         |
| Nisza Wniebowzięcia                      | Triq Ħal-Qormi / Triq L-Assunta                  | 35°53′01,2″N 14°29′16,8″E/35,883669 14,487994 | 00611               |         |
| Nisza św. Franciszka                     | 219 Triq Ħal-Qormi / Triq San Franġisk           | 35°53′00,3″N 14°29′15,2″E/35,883426 14,487569 | 00612               |         |
| Nisza Najświętszego Serca Jezusowego     | "Dixie", 33 Triq Isouard                         | 35°53′00,7″N 14°29′23,9″E/35,883532 14,489973 | 00613               |         |
| Nisza św. Jerzego                        | 15-17 Triq Isouard                               | 35°53′00,9″N 14°29′24,6″E/35,883596 14,490153 | 00614               |         |
| Nisza Madonny z Dzieciątkiem             | 68 Triq il-Marsa / Triq Isouard                  | 35°53′01,5″N 14°29′25,8″E/35,883737 14,490504 | 00615               |         |
| Nisza Matki Bożej z Lourdes              | 74/76 Triq Azzopardi                             | 35°52′57,8″N 14°29′24,3″E/35,882718 14,490095 | 00616               |         |
| Nisza św. Benedykta                      | Triq il-Pitkali / Triq is-Santissima Trinità     | 35°53′06,8″N 14°29′42,7″E/35,885235 14,495205 | 00617               |         |
| Nisza św. Józefa                         | 187 Triq Stefano Zerafa                          | 35°53′04,4″N 14°29′33,5″E/35,884568 14,492651 | 00618               |         |
| Nisza św. Jerzego                        | 28 Triq il-Moll tal-Knisja                       | 35°52′47,9″N 14°29′44,1″E/35,879973 14,495576 | 00619               |         |
| Kościół Matki Bożej Łaskawej "ta’ Ċelju" | Triq il-Moll tal-Knisja                          | 35°52′51,1″N 14°29′46,6″E/35,880873 14,496276 | 00620               |         |
| Nisza Matki Boskiej Bolesnej             | Triq il-Labour / Triq ix-Xwieni                  | 35°52′24,8″N 14°29′47,3″E/35,873554 14,496468 | 00621               |         |
| Kościół Najświetszego Serca Jezusowego   | 18 Triq il-Prinċep Albertu                       | 35°52′32,3″N 14°29′51,8″E/35,875631 14,497716 | 00622               |         |
| Villa Violette                           | Triq is-Salib tal-Marsa / Triq San Bernard       | 35°52′56,3″N 14°29′41,0″E/35,882306 14,494712 | 01178               |         |